# Ácido nítrico
O ácido nítrico, que tem a fórmula molecular HNO3, é um ácido de elevado grau de ionização e volátil à temperatura ambiente. É produzido industrialmente pelo processo Ostwald e é também conhecido como ácido azótico ou água-forte.

## Características e propriedades

### Propriedades físicas
O ácido nítrico puro é um líquido viscoso, incolor e inodoro. Frequentemente, distintas impurezas o colorem de amarelo-acastanhado, quando puro se torna cristalino. A temperatura ambiente libera fumaças (fumos) vermelhos ou amareladas. O ácido nítrico concentrado tinge a pele humana de amarelo ao contato, devido a uma reação com a cisteína presente na queratina da pele.

### Propriedades químicas
O ácido nítrico é considerado um ácido forte, sendo também bastante corrosivo.
Sendo um ácido típico, o ácido nítrico reage com os metais alcalinos, óxidos básicos e carbonatos, formando sais, como o nitrato de amônio. Devido à sua natureza oxidante, o ácido nítrico geralmente não doa prótons (isto é, ele não libera hidrogênio) na reação com metais e o sal resultante normalmente está no mais alto estado de oxidação. Por essa razão, pode-se esperar forte corrosão, que deve ser evitada pelo uso apropriado de metais ou ligas resistentes à corrosão.
Ácido nítrico tem uma constante de dissociação ácida (pKa) de -1.4: em solução aquosa, ele ioniza quase completamente (93%, a 0,1 mol/L) em íons nitrato (NO3-) e prótons hidratados, conhecidos como íons hidrônios (H3O+).
HNO3 + H2O → H3O+ + NO3-
Quando ebulido em presença de luz, mesmo à temperatura ambiente, há uma decomposição parcial com a formação de dióxido de nitrogênio, seguindo a reação:
4 HNO3 → 2 H2O + 4 NO2 + O2 (72 °C)
Suas reações com compostos como os cianetos,  carbetos, e pós metálicos podem ser explosivas.
Fortemente oxidante, é incompatível com a maioria dos produtos orgânicos. As reações do ácido nítrico com muitos compostos orgânicos, como a terebentina ou o álcool etílico, são violentas, a mistura sendo hipergólica (quer dizer, auto-inflamável).
Os sais do ácido nítrico (que contém o íon nitrato) se chamam nitratos. A quase totalidade deles são muito estáveis em água. O ácido nítrico e seus sais, os nitratos, não devem ser confundidos com o ácido nitroso e seus sais, os nitritos.

## Aplicações industriais
O ácido nítrico concentrado, normalmente usado em laboratórios e aplicações industriais, é a solução aquosa de ponto de ebulição constante, contendo 68% de ácido nítrico (42,25º Baumé).
Ácido nítrico, especialmente concentrado (solução aquosa em teor de nítrico maior que 70% máximo) é utilizado na indústria de explosivos, apenas de forma gasosa.
O ácido nítrico fumegante é o ácido concentrado, 85,7% (47º Be), contendo óxidos de nitrogênio livres, dissolvidos, que elevem a concentração para até mais de 96% em peso. Este ácido deriva seu nome porque fumega quando exposto ao ar. Apesar de mais instável quimicamente que o ácido concentrado normal, reage mais vigorosamente com outras substâncias, devido à presença dos óxidos nitrosos livres. Forma uma mistura azeotrópica com a água a 68%.
A principal aplicação do ácido nítrico é na produção de fertilizantes.
Entre os sais do ácido nítrico estão incluídos importantes compostos como o nitrato de potássio (nitro ou salitre empregado na fabricação de pólvora) e o nitrato de amônio como fertilizante.
O ácido nítrico também pode ser utilizado na obtenção de um éster, em um processo chamado de esterificação:
- Ácido nítrico + Álcool metílico → Nitrato de metila + água

NO2 - OH + HO - CH3 → NO2- O - CH3 + H2O
O ácido nítrico é utilizado na oxidação do ciclohexanol/ciclohexanona na produção de ácido adípico na cadeia do nylon.
Além destes usos, o ácido nítrico, em várias concentrações, é utilizado para fabricação de corantes, explosivos (destacadamente a nitroglicerina, a nitrocelulose, além do ácido pícrico), diversos ésteres orgânicos, fibras sintéticas, nitrificação de composto alifáticos e aromáticos, galvanoplastia, seda artificial, ácido benzóico, terylene, etc.

## História

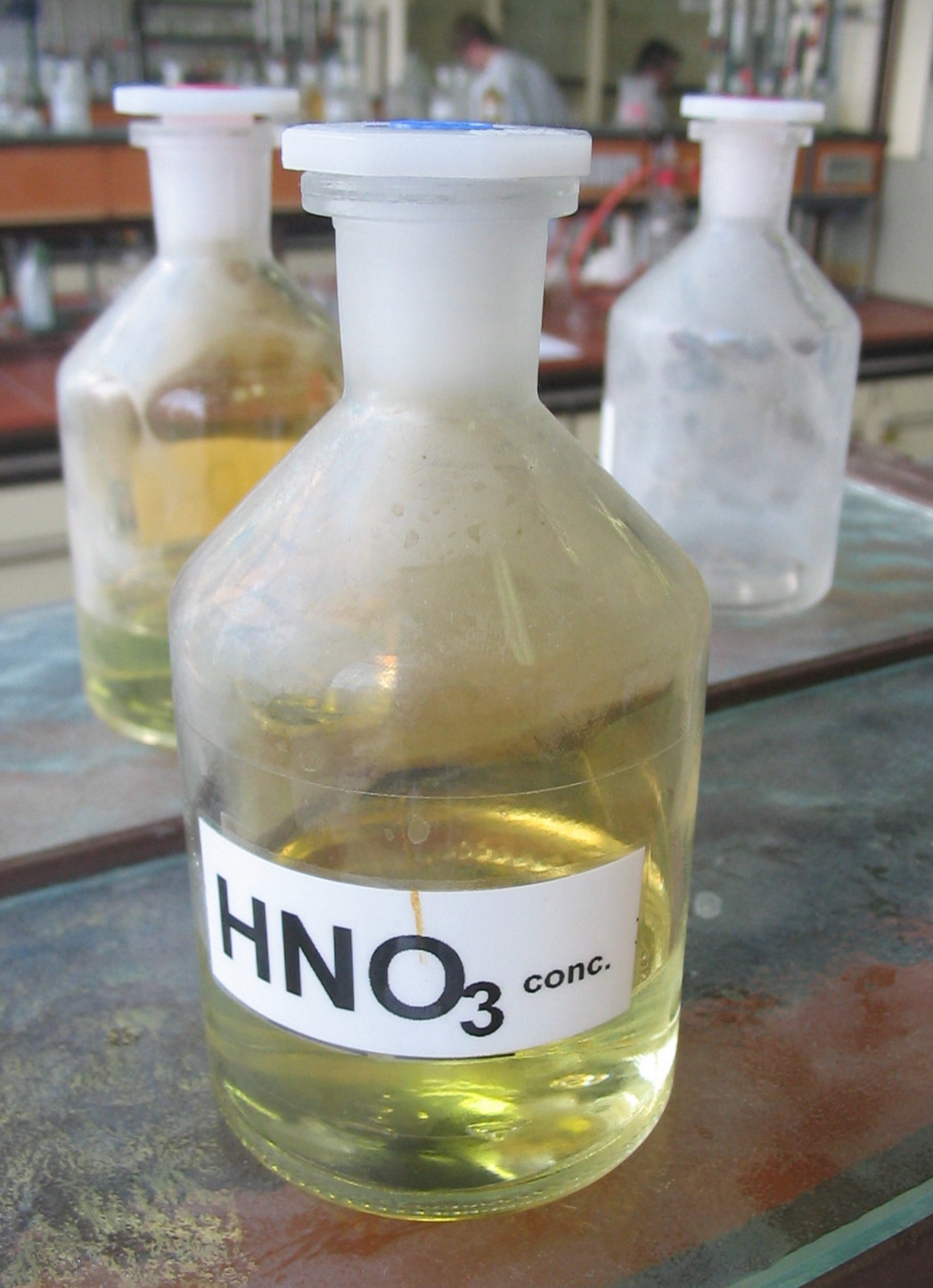
Solução de ácido nítrico concentrado.

Os alquimistas chamavam de aqua fortis o ácido nítrico e aqua regia a mistura de ácido nítrico e clorídrico, conhecida pela sua capacidade de reagir quimicamente com ouro.

## Produção
Modernamente o ácido nítrico é produzido a partir do processo de Ostwald, onde amônia é queimada com ar sob telas catalíticas de platina gerando monóxido de nitrogênio (NO), que oxidado com ar à dióxido de nitrogênio (NO2) é absorvido sob pressão em água formando ácido nítrico. O processo envolve altas temperaturas e pressões próximas da atmosférica.
{\displaystyle 4NH_{3}+5O_{2}\rightarrow 4NO+6H_{2}O}
{\displaystyle 2NO+O_{2}\rightarrow 2NO_{2}}
{\displaystyle 3NO_{2}+H_{2}O\rightarrow 2HNO_{3}+NO}
Um processo anterior ao de Ostwald era o do arco voltaico, onde o próprio ar submetido a corrente elétrica reagia a 3000 °C formando NO. Outro processo anterior era a reação de nitrato de sódio com ácido sulfúrico. Ambos processos caíram em desuso no início do século XX com o barateamento da amônia produzida em larga escala pelo processo de Haber-Bosch.
A produção de ácido nítrico é fortemente poluidora, liberando gases NOx (geradores de chuva ácida) e N2O (gás de estufa). Diversos processos foram desenvolvidos, contudo, para o abatimento das emissões destes gases dentro das leis ambientais.